# Pontostratiotes fontani
Pontostratiotes fontani is een eenoogkreeftjessoort uit de familie van de Aegisthidae. De wetenschappelijke naam van de soort is voor het eerst geldig gepubliceerd in 1981 door Dinet.